# Ник Симпър
Никълас Джон Симпър (на английски: Nicholas John Simper) е британски баскитарист, известен най-вече с участието си в „Дийп Пърпъл“ при създаването на групата през 1968 г.

## Биография
Симпър е поканен за басист на новосформиращата се група от приятеля му органиста Джон Лорд. Взема участие в написването на песента Hush, с която Дийп Пърпъл заема за няколко седмици първото място в музикалните класации. Свири при записите на първите три албума на групата. След като е уволнен от Дийп Пърпъл през 1969 г. работи с много музиканти, но така и не достига известността на своя наследник в групата Роджър Глоувър. През 1982 г. заедно с Род Евънс започва американско турне с формация, наречена „Дийп Пърпъл“, но след намесата на Ричи Блекмор и неговите адвокати турнето е преустановено.

## Дискография
С „Дийп Пърпъл“
- 1968: Shades of Deep Purple
- 1968: The Book of Taliesyn
- 1969: Deep Purple
- 2002: Live at the Forum - Inglewood '68
- 2004: The Early Years